# Yalıhüyük
Yalıhüyük ist eine Stadtgemeinde (Belediye) im gleichnamigen Ilçe (Landkreis) der Provinz Konya in der türkischen Region Zentralanatolien und gleichzeitig ein Stadtbezirk der 1986 gebildeten Büyükşehir belediyesi Konya (Großstadtgemeinde/Metropolprovinz). Seit der Gebietsreform 2013 ist die Gemeinde flächen- und einwohnermäßig identisch mit dem Landkreis. Die im Stadtlogo manifestierte Jahreszahl (1972) dürfte ein Hinweis auf das Jahr der Erhebung zur Stadtgemeinde (Belediye) sein.

## Geografie
Der Landkreis ist der kleinste der Provinz und liegt in ihrem Südwesten. Er grenzt im Westen und Norden an Seydişehir und im Osten und Süden an Ahırlı. Im Osten durchquert die Fernstraße D-340 den Kreis, die von Beyşehir im Nordwesten nach Mut im Südosten führt. Im Nordwesten nimmt der See Suğla Gölü einen Teil des Landkreises ein, er ist über den Beyşehir Kanalı mit dem Apa Barajı im Osten verbunden.

## Verwaltung
Zusammen mit sieben anderen Kreisen der Provinz wurde Yalıhüyük durch das Gesetz Nr. 3644 im Jahre 1990 selbständig. Zwei Dörfer (Köy) und die namensgebende Belediye wurden aus dem Bucak Ahırlı des Kreises Bozkır ausgegliedert. Die Volkszählung 1990 brachte 4.248 Einwohner für den Kreis, davon 3.948 für die Kreishauptstadt.
(Bis) Ende 2012 bestand der Landkreis aus der Kreisstadt und den beiden Dörfern Arasöğüt und Sarayköy, im  Rahmen der Verwaltungsreform 2013/2014 in Mahalle (Stadtviertel/Ortsteile) überführt wurden. Die zwei existierenden Mahalle der Kreisstadt blieben erhalten, somit stieg die Zahl der Mahalle auf vier an. Denen steht ein Muhtar als oberster Beamter vor.
Ende 2020 lebten durchschnittlich 393 Menschen in jede Mahalle, 750 Einw. im bevölkerungsreichsten (Aşağı Mah.).